# Verena Höllbacher
Verena Höllbacher (* 7. Jänner 1987) ist eine ehemalige österreichische Skirennläuferin. Sie wurde 2007 Österreichische Jugendmeisterin im Riesenslalom und erreichte zwei dritte Plätze in der Kombination bei den österreichischen Meisterschaften 2005 und 2007. Im Europacup erzielte sie in allen Disziplinen – außer der Abfahrt – Top-10-Ergebnisse, während sie im Weltcup nur wenige Slalomrennen fuhr und ohne Punkte blieb.

## Karriere
Verena Höllbacher startete seit der Saison 2002/2003 bei FIS-Rennen sowie den österreichischen Meisterschaften. Im Jahr 2005 erreichte sie nicht nur die ersten Podestplätze bei FIS-Rennen, sondern stand auch bei den österreichischen Meisterschaften als Dritte der Kombination erstmals auf dem Podest. Zwei zweite Plätze in Riesenslalom und Kombination sowie ein dritter Platz im Slalom gelangen ihr bei den österreichischen Jugendmeisterschaften im selben Jahr. Im Januar 2006 wurde Höllbacher Zweite bei den Österreichischen Jugendmeisterschaften im Super-G; im März gewann sie ihre ersten FIS-Rennen. 2007 wurde sie Österreichische Juniorenmeisterin im Riesenslalom und stand als Dritte der Kombination erneut auf dem Siegerpodest der österreichischen Meisterschaften. Im nächsten Jahr erreichte sie den zweiten Platz im Riesenslalom bei den Schweizer Meisterschaften.
Die ersten Rennen im Europacup fuhr Höllbacher im Dezember 2004. Nachdem sie zunächst keine vorderen Platzierungen erzielt hatte, verbesserten sich in der Saison 2007/08 ihre Resultate. Am 28. November 2007 fuhr sie als Dritte des Slaloms von Rovaniemi erstmals auf das Podest; ein weiterer dritter Platz folgte am 5. Februar 2008 im Riesenslalom von Abetone. Zu Beginn der Saison 2008/09 sicherte sich Höllbacher mit dem zweiten Platz im Indoor-Slalom von Amnéville sowie dem 17. Platz im zweiten Indoor-Slalom, den dritten Rang im Indoor-Cup. Im Rest des Winters erzielte sie neben Top-10-Resultaten in Slalom und Riesenslalom vor allem im Super-G gute Ergebnisse, unter anderem ein dritter Platz in Kvitfjell, womit sie Vierte in der Disziplinenwertung wurde. Daran konnte sie in der Saison 2009/10 nicht anschließen. In diesem Winter war ein zehnter Platz in der Super-Kombination von Caspoggio ihr bestes Resultat.
Im Weltcup debütierte Höllbacher am 11. Jänner 2009 im Slalom von Maribor, bei dem sie im ersten Durchgang ausschied. In den nächsten zwei Jahren folgte nur ein weiterer Weltcupstart am 14. November 2009 im Slalom von Levi, bei dem sie die Qualifikation für den zweiten Lauf der besten 30 um über eine Sekunde verpasste. Eine Woche zuvor hatte sie an der Halleneuropameisterschaften teilgenommen, wo sie sich nicht für den Hauptbewerb der besten 16 qualifizieren konnte und den 29. Rang belegte.
Nach der Saison 2009/2010 wurde Höllbacher aus dem Kader des Österreichischen Skiverbandes entlassen. Bis dahin hatte sie nach dem Nachwuchskader zwei Jahre lang dem B-Kader angehört. Höllbacher entschied sich dafür, einen zweiten Anlauf zu nehmen, trainierte meist mit dem Salzburger Landeskader und bekam im Winter 2010/2011 neben Starts bei FIS-Rennen und im Europacup – wo sie allerdings ohne Punkte blieb – wieder die Möglichkeit an zwei Weltcuprennen teilzunehmen. Sowohl im Slalom von Zagreb als auch im Slalom von Flachau schied sie jedoch im ersten Durchgang aus. Nach Ende der Saison 2010/2011 gab Höllbacher ihren Rücktritt bekannt.

## Sportliche Erfolge

### Europacup
- Saison 2008/09: 4. Super-G-Wertung, 3. Indoor-Cup
- 4 Podestplätze

### Weitere Erfolge
- Österreichische Jugendmeisterin im Riesenslalom 2007
- 13 Siege in FIS-Rennen